# El Juli
Julián López Escobar, conhecido como El Juli (Madrid, 3 de outubro de 1982) é um matador de touros espanhol.
Filho de um antigo novilheiro e bandarilheiro também chamado de El Juli, enfrentou pela primeira vez uma bezerra com apenas oito anos de idade, numa fiesta campera organizada pela mãe no dia da sua primeira comunhão. Ingressou pouco depois na Escola de Tauromaquia de Madrid, recebendo os ensinamentos do maestro Gregorio Sánchez. Aos 12 vestiu-se de luces em Mont-de-Marsan, na tarde de 20 de julho de 1995. Seguir-se-ia um percurso verdadeiramente meteórico como novilheiro no México, onde não existia a proibição de tourear novilhadas com picadores antes dos 16 anos. Ao regressar, e depois de cumprir mais de 90 atuações, o famoso niño torero esgotou a Monumental de Las Ventas, Madrid, ao encerrar-se com seis toiros de Alcarrucén, seguindo-se a alternativa de matador, que viria a tomar em França. Recebeu-a de José Mari Manzanares, com José Ortega Cano de testemunha, na praça de Nimes, a 18 de setembro de 1998; foi confirmá-la à Plaza México, com Miguel Espinosa "Armillita Chico", em 6 de dezembro de 1998. Ao tomar a alternativa ainda com 16 anos incompletos, tornou-se o matador mais jovem da história e, provavelmente, a última grande revelação da tauromaquia do século XX. Toureiro versátil e muito acarinhado pelo público, permanece como um dos mais taquilleros de sempre, liderando o escalafón nas temporadas de 1999, 2000 e 2002. Em 2018, passados 20 anos sobre a data da sua alternativa e a inerente passagem à profissionalização, El Juli conta com 3.444 touros lidados, 1.637 corridas, 865 saídas em ombros e 15 cornadas.